# Tatort: Lastrumer Mischung
Lastrumer Mischung ist ein Fernsehfilm aus der Kriminalreihe Tatort der ARD und des ORF. Der Film wurde vom Norddeutschen Rundfunk produziert und am 7. April 2002 erstmals ausgestrahlt. Es handelt sich um die Tatort-Folge 496. Für Kriminalhauptkommissarin Charlotte Lindholm (Maria Furtwängler) ist es ihr erster Fall. Sie muss herausfinden, wer die Kekse „Lastrumer Mischung“ vergiftet hat. Eine verschworene Dorfgemeinschaft steht ihr gegenüber, die schon einen Schuldigen gefunden hat, eine junge Asiatin, der sie nie eine Chance gegeben haben.

## Handlung
Als Johann Knauf und die Philippinin Maria in der Dorfkirche in Lastrum heiraten, ist bis auf den Pfarrer, den Organisten und eine Freundin von Maria niemand anwesend. Einige Wochen später trifft Kriminalhauptkommissarin Charlotte Lindholm vom Landeskriminalamt Niedersachsen in dem kleinen Dorf nahe Vechta ein, um die Ermittlungen im Mordfall Johann Knauf aufzunehmen. In Knaufs Lieblingskeksen „Lastrumer Mischung“ befand sich Gift. Die Kommissarin sieht sich einer verschworenen Dorfgemeinschaft gegenüber, die ihr Urteil schon gefällt hat. Für sie ist Maria die Schuldige. Im Gespräch mit Lindholm gibt sich die junge Philippinin eher verschlossen. Erst einmal wird die Bäckerei des Ehepaares Breitenfeld geschlossen, was besonders den Unmut von Heike Breitenfeld erregt. Nach und nach lernt die Kommissarin, die im Dorfgasthof abgestiegen ist, die Einwohner des Ortes kennen. So auch die Postbotin Roswitha Porith, mit der sich Charlotte sofort gut versteht. Roswitha erzählt, dass sie eine Cousine zweiten Grades von Johann war und sich nicht vorstellen könne, dass jemand aus dem Dorf ihm etwas angetan habe. Sie ist eine der wenigen, die auch über Maria nicht schlecht spricht. Die Kommissarin erfährt, dass es Streit zwischen dem Bauunternehmer Günter Pries und Knauf gegeben habe, bei dem es um eine eingestürzte Mauer ging, die schwarz hochgezogen worden war, was eine Geltendmachung von Ansprüchen verhinderte. Seitdem seien die beiden Männer sich spinnefeind gewesen.
Wieder zurück in Hannover, kann Charlotte ihren Mitbewohner, den Kriminalschriftsteller Martin Felser, dazu überreden, ihr bei einer Überprüfung in einem Eheanbahnungsinstitut behilflich zu sein. Zusammen tricksen sie die Angestellte aus, sodass Charlotte an Informationen aus ihrem Rechner gelangt. Daraus geht hervor, dass Knauf sich zwar einen Katalog des Instituts bestellt hat. Weitere Daten über ihn gibt es allerdings nicht. Interessant ist aber, dass Maria bereits einmal verheiratet war, und zwar mit einem Landwirt namens Oldmanns in der Nähe von Oldenburg. Lindholm platzt dort mitten in die Zwangsversteigerung seines Besitzes. Als sie Oldmanns nach Maria fragt, lässt er kein gutes Haar an ihr. Etwa ein halbes Jahr sei er mit ihr verheiratet gewesen, in dieser Zeit habe sie ihn arm gemacht, und dann habe sie ihn verlassen. Als die Kommissarin Maria später darauf anspricht, ist ihre Version allerdings eine andere. Sie habe von dieser Ehe nichts erzählt, da sie sie ganz schnell vergessen wolle. Oldmanns habe sie geschlagen und gedemütigt, besonders schlimm sei er gewesen, wenn er getrunken habe, und das sei meist der Fall gewesen. Auch die Arbeit auf dem Hof habe sie allein verrichten müssen. Irgendwann habe sie das nicht mehr ausgehalten und sei gegangen. Als Lindholm wissen will, wie sie an eine Verlängerung ihrer Aufenthaltsgenehmigung gekommen sei, da sie ja, um dauerhaft in Deutschland bleiben zu können, drei Jahre hätte verheiratet sein müssen, weicht sie aus. Auf die Frage nach ihrem Reisepass antwortet sie, den habe sie verloren. 
Im Dorfgasthaus teilen die Männer anhand eines Planes den Grundbesitz Knaufs schon unter sich auf. Lindholm sagt ihnen auf den Kopf zu, dass es insbesondere um ein Grundstück Knaufs gehe, das direkt an der Bundesstraße liegt und das man für den geplanten Bau eines Heimwerkermarktes benötige. Insbesondere der Bauunternehmer Pries hat schon zu viel Kapital investiert, um noch einen Rückzug machen zu können. Ganz plötzlich ist Maria spurlos verschwunden, während Martin im Gasthof auftaucht und von Charlotte sogleich Roswitha vorgestellt wird. 
Lindholm lässt Pries’ Firma durchsuchen und meint, er habe ein glasklares Motiv, Knauf aus dem Weg zu schaffen, da dieser das Grundstück an der Bundesstraße nicht an ihn, sondern an ebenfalls interessierte Holländer verkaufen wollte. Auch ein höheres Angebot habe ihn nicht umstimmen können. Es stellt sich heraus, dass Pries und Bürgermeister Peter Rönnau im Club Eden verkehrt haben, in den Maria zu ihrer Freundin Helga Fehring geflohen war. Ihr Plan war, Maria mit Knauf zu verkuppeln, die dann Einfluss auf ihn nehmen sollte, dass er das entsprechende Grundstück an sie verkaufe. Dafür sollte Maria als Gegenleistung eine gültige Aufenthaltsgenehmigung erhalten. Ihr Plan ging jedoch insoweit nicht auf, als Maria und Knauf sich tatsächlich ineinander verliebten und die junge Frau durch die Heirat mit ihm gar keine Aufenthaltsgenehmigung mehr benötigte. Insoweit geben die Männer den Sachverhalt zu, bestreiten aber vehement, mit dem Tod von Knauf etwas zu tun zu haben. Rönnau erzählt der Kommissarin nun auch, dass sie Maria in ein Versteck gebracht hätten, um sie zu einer Unterschrift für das betreffende Grundstück zu nötigen. Das Versteck ist allerdings leer. Auf der Rückfahrt reißt Charlotte plötzlich das Steuer herum, da sie einen Verdacht hegt. Sie fährt zur Wohnung von Roswitha und wird Zeuge, wie die Postbotin Maria dazu bringen will, die von ihr vergiftete Suppe zu sich zu nehmen. Charlotte überwältigt Roswitha, die ihr schluchzend erzählt, dass sie und Johann immer ein Paar gewesen seien, aber das habe niemand wissen dürfen hier auf dem Land, da sie doch verwandt seien. Sie hätte eine Heirat gewollt, aber er nicht. Dann sei Maria aufgetaucht, sie habe alles kaputt gemacht. Sie hasse sie so sehr. Und Johann, er habe sie einfach weggestoßen, und dann habe er ihr sogar gesagt, dass er sie nicht mehr liebe. Charlotte ist nach diesem Tag, der ihr an die Nieren gegangen ist, froh, dass Martin da ist und sie auffängt.

## Rezeption

### Einschaltquote
Lastrumer Mischung wurde bei seiner Erstausstrahlung von 10,2 Millionen Zuschauern gesehen und erreichte einen Marktanteil von 28,9 %. Es war die beste Einschaltquote des Jahres 2002 für einen Tatort.
DVD
Die Folge ist zusammen mit dem Schimanski–Tatort Duisburg-Ruhrort auf DVD erschienen. 

### Kritik
TV Spielfilm gab für Maria Furtwänglers Einstand als Ermittlerin Charlotte Lindholm für Humor und Anspruch je einen von drei Punkten, für Spannung zwei und zeigte für den „lakonische[n] Landkrimi“ mit dem Daumen nach oben. Fazit: „Natürlichkeit und Sinn für Ironie.“
Rainer Tittelbach war von der neuen Kommissarin, die er „als kluge“, aber „eher etwas kühle Person“ wahrnahm, angetan, was sich in seiner Bewertung niederschlug: „Selten gab es eine neue Reihen-Figur, die so ‚natürlich‘ und ohne übertriebene Ambitionen in die Quotenschlacht geschickt wurde. Kommissarin Lindholm ist eine moderne Frau, bei der man nicht unbedingt das Gefühl hat, sie müsse das Konzept ‚moderne Frau‘ krampfhaft verkörpern. […] Lindholm ist eine Kommissarin, mit der zu rechnen ist. Wie sie den Männern Dampf macht - das wirkte weniger aufgesetzt als bei anderen ihrer Fernsehkolleginnen.“ Nicht so überzeugend fand der Kritiker die Auflösung des Falls, da die Lösung „wenig plausibel“ sei.

## Auszeichnungen
Auf dem Filmfestival Locarno wurde der Komponist Stephan Massimo, für seine Musik für Lastrumer Mischung mit dem Schweizer Filmmusikpreis der SUISA-Stiftung ausgezeichnet, der mit einer Preissumme von CHF 10.000 dotiert ist.